# ハイエア
ハイエア（朝: 하이에어、 英: Hi Air）は、大韓民国の航空会社である。金浦国際空港と蔚山空港を拠点とするコミューター航空会社だった。

## 来歴
2017年12月22日設立。2018年12月に航空輸送事業免許を取得した。2019年5月23日と9月23日にATR 72-500を各1機受領し、12月12日から金浦-蔚山線の不定期便の運航を開始した。2020年1月1日に金浦-蔚山線を定期便化し、1月3日には金浦-麗水線の不定期便も開設。1月22日に金浦-麗水線を定期便化した。
2023年5月24日に務安-北九州間の国際チャーター便を開設した。ハイエア初の国際線で、北九州空港にとっても2018年以来の国際線だった。新型コロナウイルスの水際対策の緩和に伴い、九州北部を巡る韓国からの観光ツアー客に合わせたもので、乗客は韓国からに限定された。チャーター便は8月31日まで週5日、1日1往復、定員50名で運航され、第一便の北九州空港到着時には、北九州空港や北九州市の職員が乗客を歓迎した。チャーター便は約2,800人が利用した。
しかし、8月31日までに運航管理士6人のうち5人が会社を辞職し、翌9月1日より全便運休に陥った。9月14日には会社更生手続を申請し、9月19日には破産手続にあたる企業回生手続を開始、ホームページ上で運航停止と経営破綻を発表した。10月31日、航空運送事業許可の効力が満了した。経営破綻の時点で北九州空港への費用1,950万円の支払いが滞っており、北九州の運航助成金は未交付だった。

## 保有機材
- 2023年8月現在[1]

| 機材       | 保有数 | 発注数 | 座席数 | 座席数 | 座席数 | 備考 |
| 機材       | 保有数 | 発注数 | C      | Y      | 計     | 備考 |
| ---------- | ------ | ------ | ------ | ------ | ------ | ---- |
| ATR 72-200 | 4      | -      |        | 50     | 50     |      |
| 計         | 4      | -      |        |        |        |      |

## 就航都市
| ハイエア 就航都市 （2020年3月現在） | ハイエア 就航都市 （2020年3月現在） | ハイエア 就航都市 （2020年3月現在） | ハイエア 就航都市 （2020年3月現在） | ハイエア 就航都市 （2020年3月現在） |
| ----------------------------------- | ----------------------------------- | ----------------------------------- | ----------------------------------- | ----------------------------------- |
| 国                                  | 都市                                | 空港                                | 備考                                |                                     |
| 韓国                                | ソウル                              | 金浦国際空港                        | ハブ空港                            |                                     |
| 韓国                                | 蔚山                                | 蔚山空港                            | ハブ空港                            |                                     |
| 韓国                                | 麗水                                | 麗水空港                            |                                     |                                     |